# Feldbahn Hardivillers–Breteuil
| Corpet-Lokomotive N°356/1882 mit Brown-Steuerung |                     |                                         |                                         |
| Streckenlänge: | 4 km                |                                         |                                         |
| Spurweite: | 600 mm (Schmalspur) |                                         |                                         |
| |                     |                                         |                                         |
| \| \| \| Steinbrüche bei Hardivillers \| \| \| \| Phosphatfabrik Usine de Phosphates \| \| \| \| D 930 Rue de Creveceur (ehem. N 30) \| \| \| \| Bahnhof in Breteuil Quai des Phosphates \| |                     |                                         |                                         |
| Betriebs-/Güterbahnhof Streckenanfang (Strecke außer Betrieb) |                     | Steinbrüche bei Hardivillers            | Steinbrüche bei Hardivillers            |
| Dienststation / Betriebs- oder Güterbahnhof (Strecke außer Betrieb) |                     | Phosphatfabrik Usine de Phosphates      | Phosphatfabrik Usine de Phosphates      |
| Strecke (außer Betrieb) |                     | D 930 Rue de Creveceur (ehem. N 30)     | D 930 Rue de Creveceur (ehem. N 30)     |
| Betriebs-/Güterbahnhof Streckenende (Strecke außer Betrieb) |                     | Bahnhof in Breteuil Quai des Phosphates | Bahnhof in Breteuil Quai des Phosphates |

Die Feldbahn Hardivillers–Breteuil war eine etwa 4 Kilometer lange Werksbahn im Norden Frankreichs mit einer Spurweite von 600 mm.

## Streckenverlauf
Die Feldbahn führte von den Phosphat-Steinbrüchen und der Phosphatfabrik wenige Hundert Meter nordöstlich von Hardivillers entlang der Rue de Creveceur (N 30, heute D 930) zur Quai des Phosphates genannten Verladerampe am Bahnhof in Breteuil.

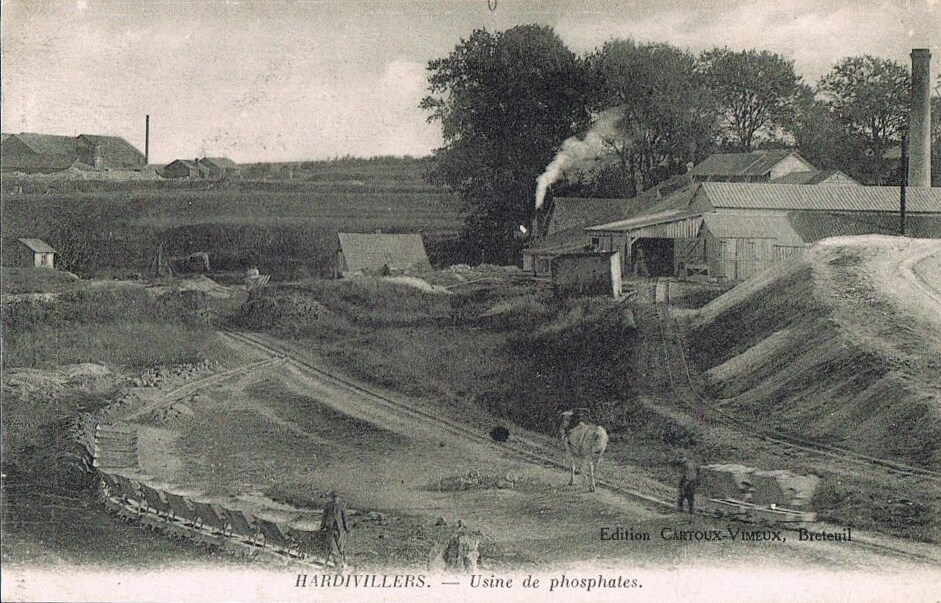
Pferdebahn im Steinbruch
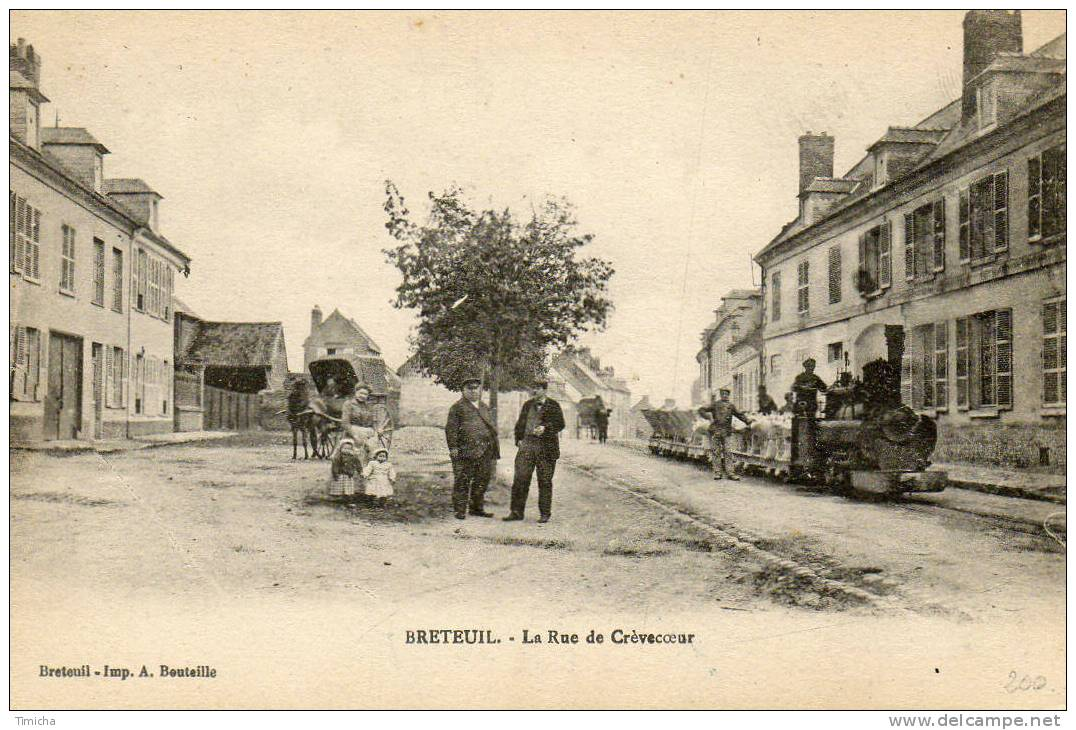
Rue de Creveceur
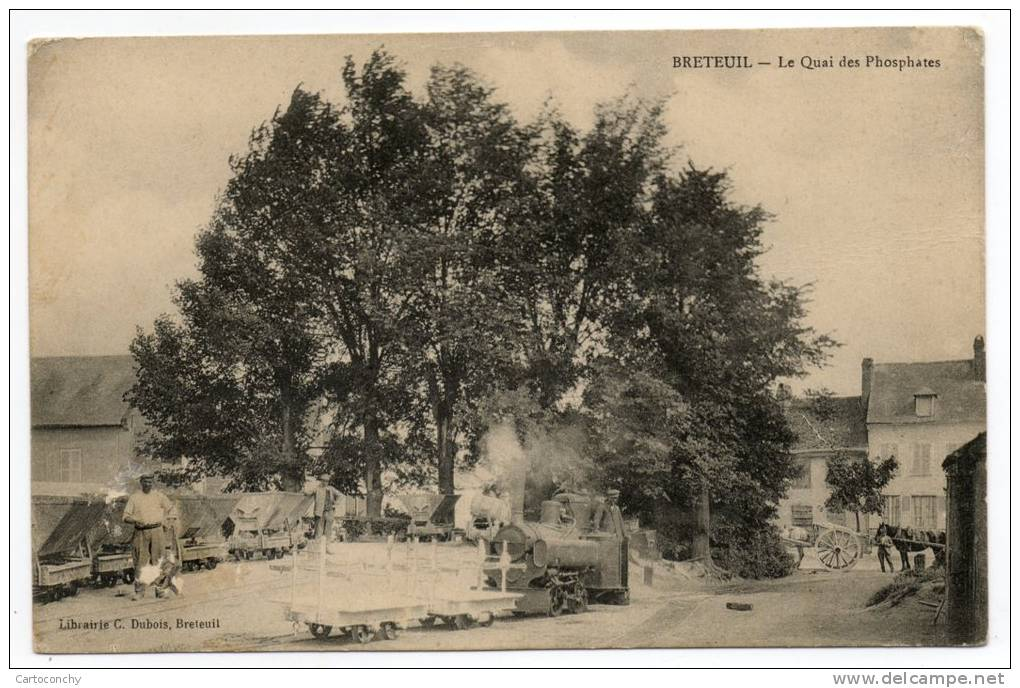
Quai des Phosphates

## Bahnbetrieb
In den Steinbrüchen wurden vor allem Pferde zum Ziehen der Kipploren eingesetzt, um die abgebauten Mineralien zur Erzwäsche und Phosphatfabrik zu transportieren. Auf der etwa 4 km langen, meist geradlinigen Strecke zum Bahnhof wurde unter anderem die zweiachsige Corpet-Dampflokomotive N°356/1882 eingesetzt. Diese war am 25. November 1881 unter dem Namen Secondat an ihren Erstbesitzer M. d'Angicourt ausgeliefert worden und kam 1927 zu den Établissements P. LINET nach Breteuil. Außerdem gab es dort die Corpet-Luvet-Dampflokomotive N° 956/1903, die am 12. Juni 1903 unter dem Namen Mireille an den Entrepreneur Gardet in Brest ausgeliefert worden war und ebenfalls 1927 zu den Établissements P. LINET kam.

## Steinbrüche
Im Gebiet zwischen Hardivillers und Breteuil gab es mehrere Steinbrüche. Der Phosphatabbau erfolgte von etwa 1887 bis 1972 im Tagebau und in tiefen Bergwerksstollen, in den Kreidefeldern des Plateau Picard. Seit der Stilllegung konnte sich dort eine Pioniervegetation entwickeln, die die Abraumhalden wieder besiedelt. Die Geröllhalden und Kreidefelsen sind seit der Pionierphase mit Habichtskraut-Bitterkraut und Golddisteln bewachsen und an den Kalkschutthalden wachsen Trauben-Gamander und Niederliegendes Leinkraut. In älteren, wieder bepflanzten Gebieten wachsen Steinweichseln, der Goldregen oder die Schneeballsträucher. Auf den lehmigen Plateaus entwickelt sich schließlich ein Buchenwald mit Atlantischen Hasenglöckchen.

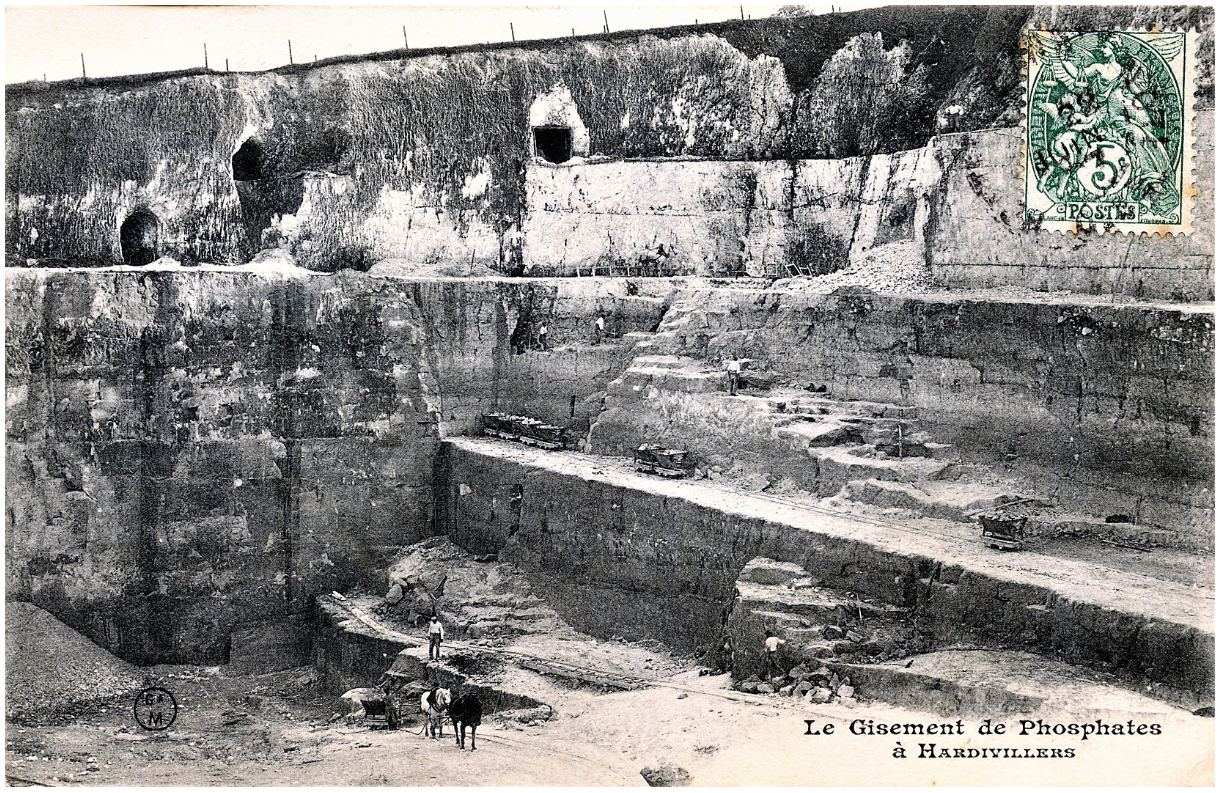
Tagebau und Untertagebau, um 1907
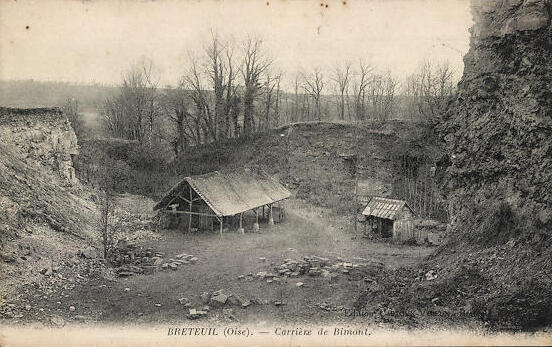
Carrière de Bimont, um 1916
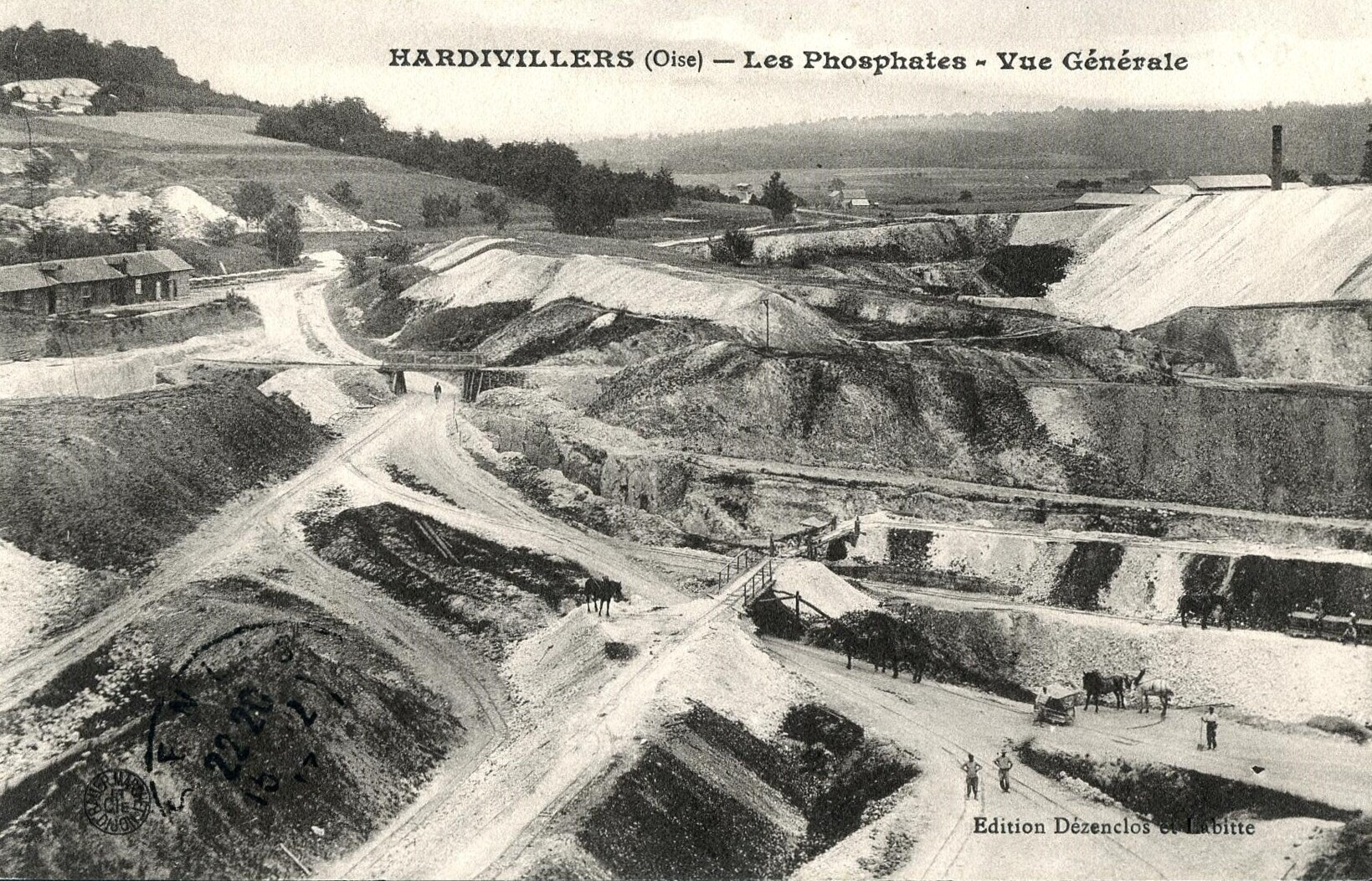
Gesamtansicht des Steinbruchs

## Phosphatfabrik
Die Société des Établissements P. LINET betrieb eine Phosphatfabrik in Hardivillers. Sie warb damit, dass der organische Stickstoff in P. LINETs Mehrnährstoffdünger besonders gut von den Pflanzen aufgenommen werden konnte. Sie wies darauf hin, dass falsch gemischte Dünger zu unregelmäßigen Ergebnissen führen. Dank der in Hardivillers eingesetzten Produktionsverfahren sei bei den Mehrnährstoffdüngern von P. LINET nichts dergleichen zu befürchten gewesen. Laut Firmenangaben hatten Phosphate für die Landwirtschaft (Phosphatkreide aus dem Departement Oise) die gleiche Düngewirkung wie die Phosphate aus dem Departement Somme.

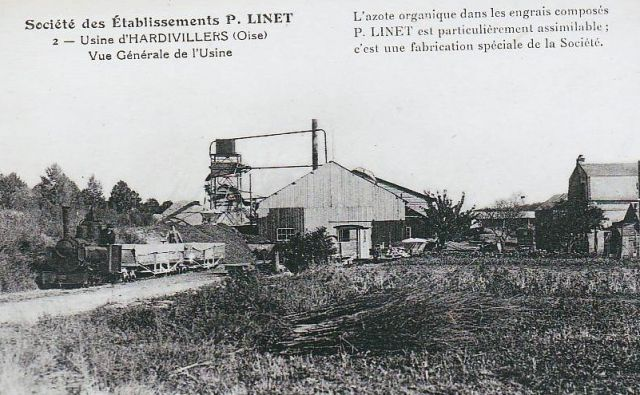
Société des Établissements P. LINET
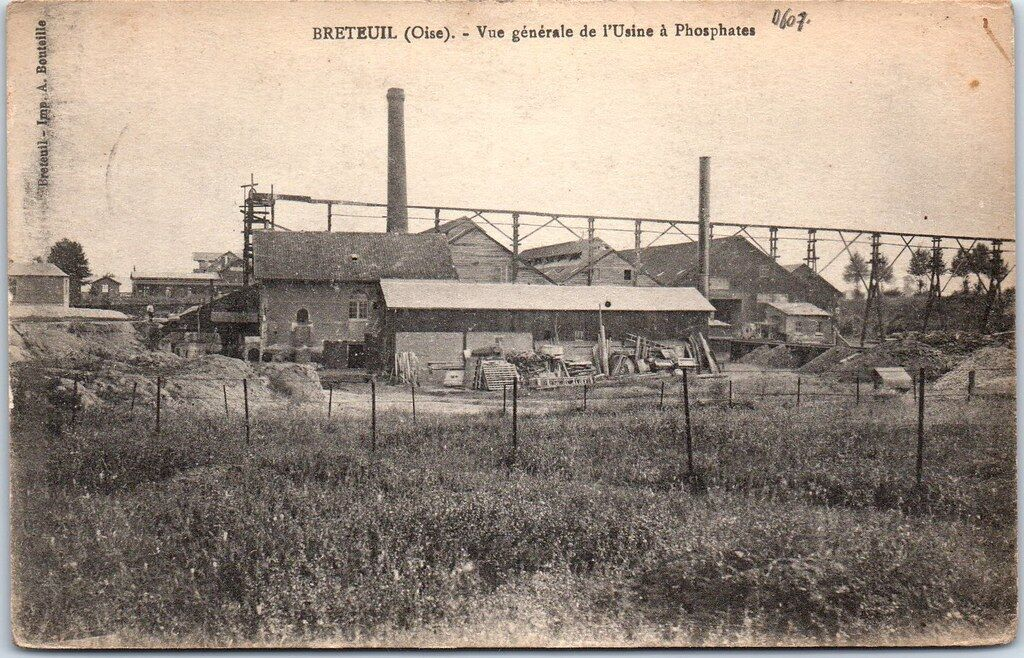
Fabrikgebäude
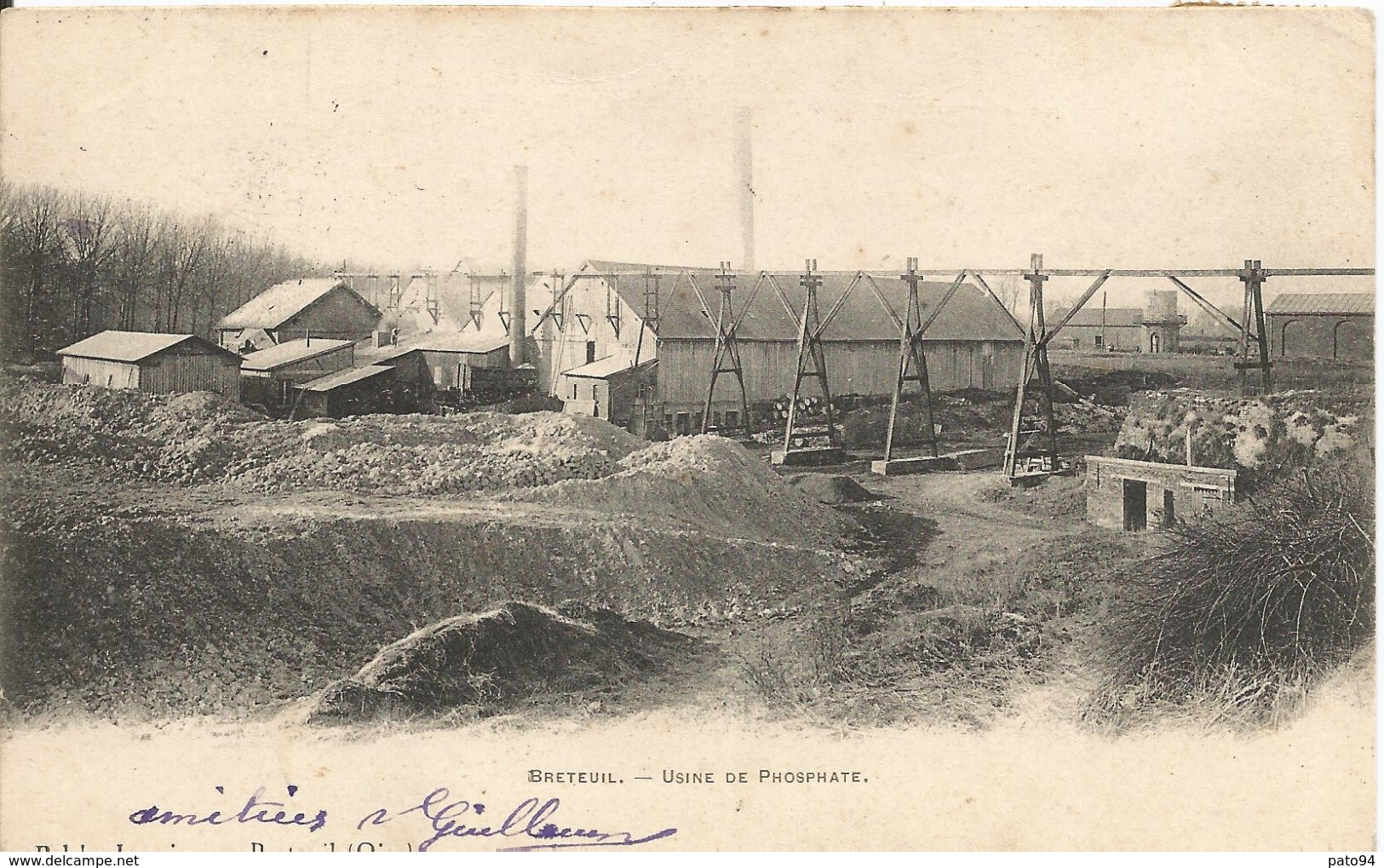
Wasserversorgung

## Lokomotive
- Corpet, Werks-Nr. 356/1927, Secondat, B n2t, [Spurweite (Bahn)|] 600 mm, geliefert am 25. November 1881 an M. d'Angicourt, später weiterverkauft an Linet, Breteuil

## Weitertransport
Zur Vermarktung wurden die Phosphate am Quai des Phosphates beim Bahnhof mit normalspurigen Güterzügen abtransportiert.

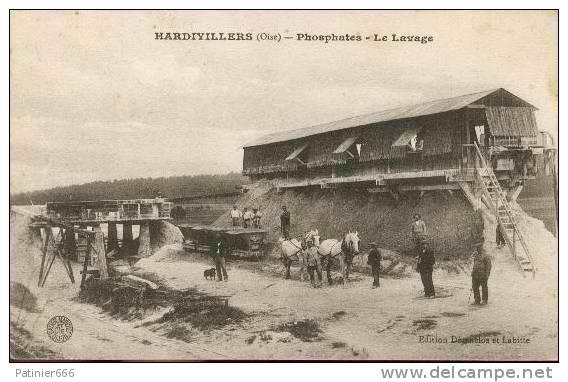
Erzwäsche
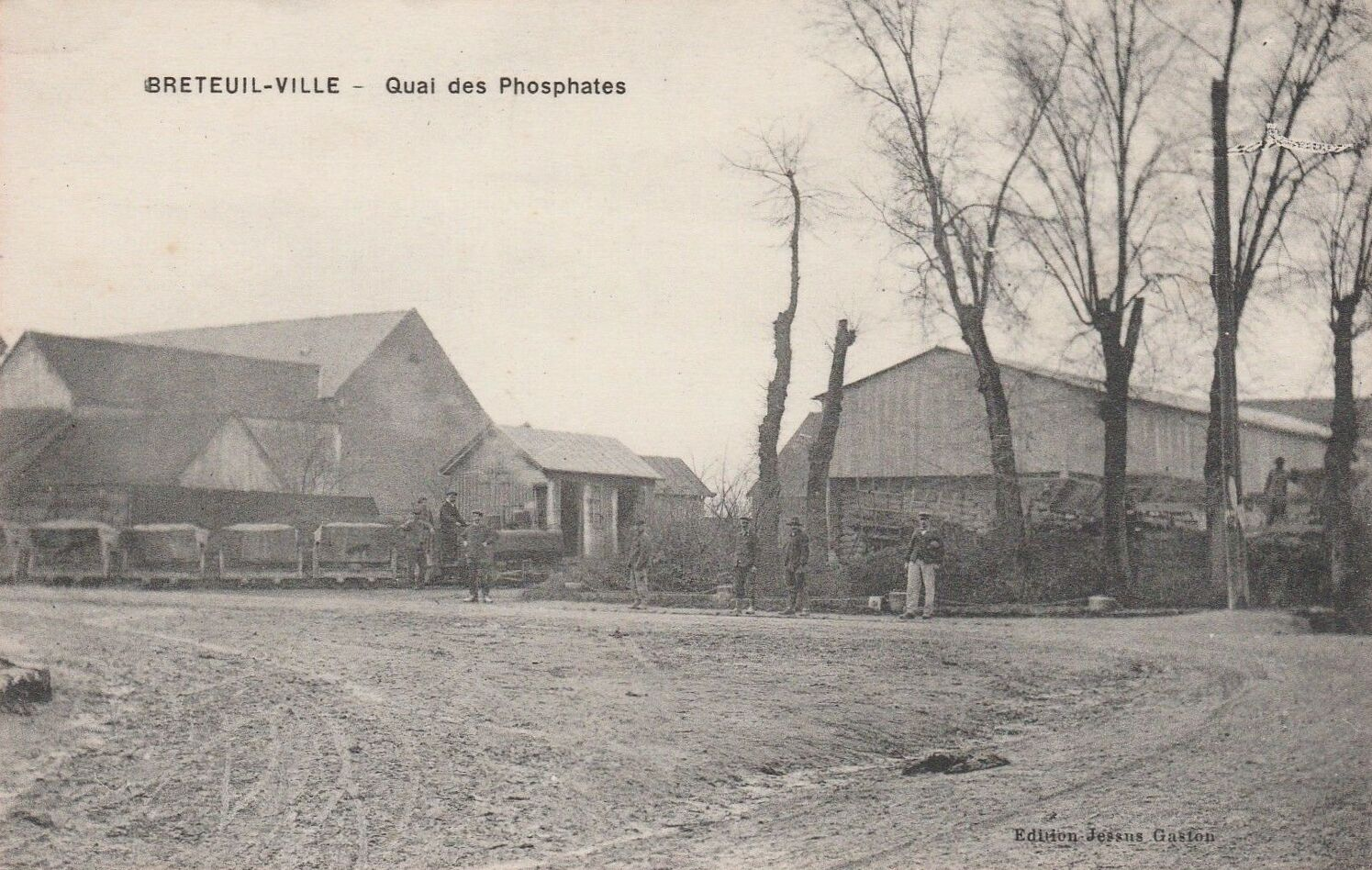
Quai des Phosphates
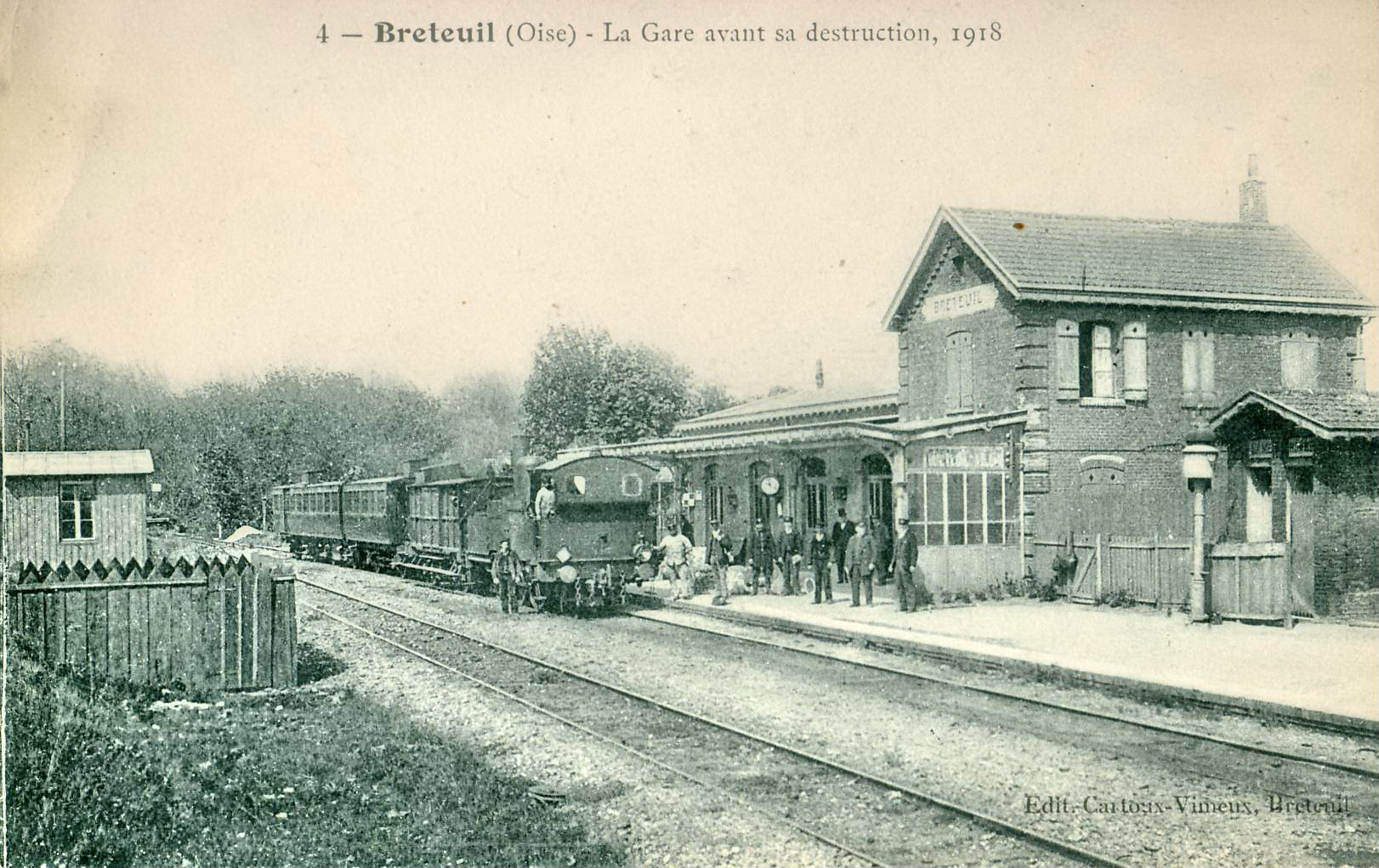
Bahnstation, um 1918

## Geologie

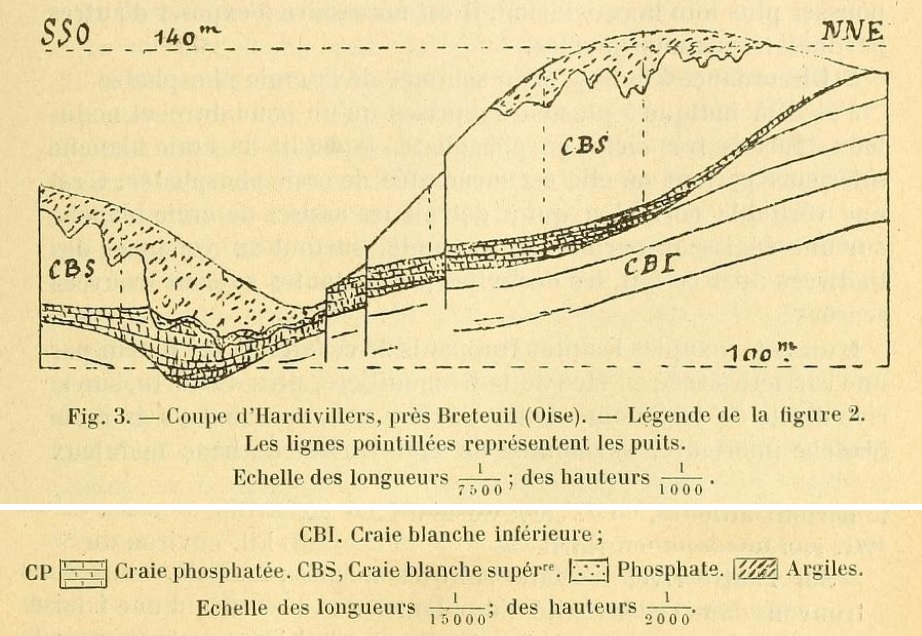
Geologischer Schnitt durch Hardivillers, in der Nähe von Breteuil (Oise). Die gestrichelten Linien stellen die Schächte dar. CBI = Untere Weiße Kreide; CP (horizontal/vertikal schraffiert) = Phosphathaltige Kreide; CBS = Obere Weiße Kreide; Gepunktet = Phosphat; Schräg schraffiert = Tonerde

Um 1892 wurde wissenschaftlich nachgewiesen, dass die Phosphatkreide von Hardivillers auf einem geologisch höheren Niveau als die von Doullens liegt, da die darin gefundenen Fossilien unterschiedlich sind.